# Liste der dominantesten Berge in Thüringen
Die Liste der dominantesten Berge in Thüringen zeigt alle Erhebungen in Thüringen mit einer topographischen Dominanz von mindestens 10 Kilometern.

## Liste
| Name               | Gebirge                         | Höhe    | Dominanz | Dominanz-Bezugsberg                                      | Bild |
| ------------------ | ------------------------------- | ------- | -------- | -------------------------------------------------------- | ---- |
| Großer Beerberg    | Thüringer Wald                  | 982,9 m | 103,0 km | Ochsenkopf                                               |      |
| Großer Inselsberg  | Thüringer Wald                  | 916,5 m | 27,3 km  | Sommerbachskopf                                          |      |
| Großer Gleichberg  | Grabfeld                        | 679,0 m | 23,1 km  | Hohe Warth                                               |      |
| Großer Farmdenkopf | Thüringer Schiefergebirge       | 868,7 m | 21,3 km  | Großer Finsterberg                                       |      |
| Birkenberg         | Ohmgebirge                      | 533,4 m | 18,8 km  | Ratsberg bei Bad Sachsa                                  |      |
| Alter Berg         | Hainich                         | 493,9 m | 17,2 km  | Breitenberg (nahe Ruhla)                                 |      |
| Wetzstein          | Thüringer Schiefergebirge       | 792,7 m | 16,0 km  | Roter Berg bei Spechtsbrunn                              |      |
| Künzelsberg        | Schmücke                        | 380,1 m | 15,8 km  | Lauberkopf (Hainleite)                                   |      |
| Ettersberg         | Inselberg                       | 481,6 m | 15,2 km  | Kaitsch                                                  |      |
| Kulpenberg         | Kyffhäuser                      | 473,6 m | 14,2 km  | Anhöhe nordwestlich von Dietersdorf                      |      |
| namenloser Berg    | Dün                             | 522,3 m | 13,9 km  | Birkenberg (Ohmgebirge)                                  |      |
| Rosenbühl          | Mittelvogtländisches Kuppenland | 653,3 m | 13,8 km  | namenloser Berg im Espich bei Schlegel (Oberes Vogtland) |      |
| Riechheimer Berg   | Ilm-Saale-Platte                | 513,2 m | 13,0 km  | Großer Kalmberg (Ilm-Saale-Platte)                       |      |
| Abtsberg           | Fahner Höhe                     | 413,0 m | 12,6 km  | Krahnberg (bei Gotha)                                    |      |
| Gebaberg           | Rhön                            | 750,7 m | 12,5 km  | Ellenbogen (Rhön)                                        |      |
| Krahnberg          | Inselberg                       | 431,1 m | 12,2 km  | Tabarz/Waltershausen                                     |      |
| Dietrichsberg      | Grabfeld                        | 536,1 m | 11,9 km  | Kleiner Gleichberg                                       |      |
| Dolmar             | Werra-Gäuplatten                | 739,6 m | 11,5 km  | Schwarzer Kopf                                           |      |
| Blassenberg        | Ilm-Saale-Platte                | 525,5 m | 11,0 km  | Großer Kalmberg (Ilm-Saale-Platte)                       |      |
| Lehdenberg         | Heilinger Höhen                 | 367,8 m | 10,5 km  | Vorderster Berg (zwischen Urbach und Kleinbrüchter)      |      |